# Jure Bilić
Jure Bilić (* 12. September 1922 in Makarska; † 27. Januar 2006 in Zagreb, Kroatien) war ein Politiker des Bundes der Kommunisten Jugoslawiens (BdKJ) aus der Sozialistischen Föderativen Republik Jugoslawien (SFRJ), der unter anderem zwischen 1982 und 1983 Vorsitzender des Bundes der Kommunisten Kroatiens war.

## Leben
Bilić nahm während des Zweiten Weltkrieges ab 1941 am Partisanenkrieg gegen die Besetzung Jugoslawiens teil, dem sogenannten „nationalen Befreiungskampf der Völker Jugoslawiens“. Während dieser Zeit trat er im April 1941 auch der Kommunistischen Partei Jugoslawiens (KPJ) als Mitglied bei und engagierte sich als Vorsitzendes des Bundes der Kommunistischen Jugend in Dalmatien sowie als Mitglied des Zentralkomitees der Kommunistischen Jugend in Kroatien. Nach Kriegsende übernahm er zahlreiche Funktionen und war unter anderem 1967 Parteisekretär der Region Dalmatien. Nach dem Kroatischen Frühling wurde er Parteisekretär von Zagreb sowie 1972 als Nachfolger von Miko Tripalo als Mitglied des Exekutivbüros des ZK des BdKJ. Auf dem Zehnten Kongress im Mai 1974 wurde er in dieser Funktion wiedergewählt. Anfang August 1977 forderte er in einem Interview mit der Tageszeitung Vjesnik die Rehabilitierung der nach dem Kroatischen Frühling aus der Partei verstoßenen Personen wie Miko Tripalo.
1978 löste Bilić Ivo Perišin als Präsident des Parlaments der Sozialistischen Republik Kroatien ab und bekleidete diese Funktion bis 1982, woraufhin er durch Jovo Grčić abgelöst wurde. Er war während dieser Zeit auch Mitglied des Präsidiums des Bundes der Kommunisten Kroatiens. Im Mai 1981 erklärte er, dass der Lebensstandard in Jugoslawien 1980 um neun Prozent gesunken sei und die Schwierigkeiten in der Wirtschaft noch größer werden könnten. Danach übernahm er im Mai 1982 von Milka Planinc den Posten als Vorsitzender des Bundes der Kommunisten Kroatiens und übte dieses Amt bis zu seiner Ablösung durch Josip Vrhovec am 1. Juli 1983 aus. In dieser Funktion war er Führer der Kommunistischen Partei in der Teilrepublik Kroatien und gehörte als solcher kraft Amtes zwischen 1982 und 1983 dem Präsidium der Sozialistischen Republik Kroatien als Mitglied an. Des Weiteren war er zwischen 1982 und 1986 auch Mitglied des Präsidiums des ZK des Bundes der Kommunisten Kroatiens (BdKJ).
Für seine Verdienste wurde Bilić mehrfach ausgezeichnet und erhielt unter anderem den Nationalen Verdienstorden, den Orden für Brüderlichkeit und Einheit, die Tapferkeitsmedaille, die Medaille der Arbeit, den Orden des Roten Partisanensterns sowie die Gedächtnismedaille der Partisanen von 1941.